# Dominique Payette
Dominique Payette (née le 7 janvier 1954 à Trois-Rivières) est une professeure et une femme politique québécoise.

## Biographie
Elle est la fille de Lise Payette et d'André Payette et la sœur de Sylvie Payette et de Daniel Payette.

### Carrière universitaire
Dominique Payette est professeure agrégée au Département d’information et de communication de l’Université Laval à Québec depuis 2006[source insuffisante]. Avant 2006, elle était journaliste à la Première Chaîne de Radio-Canada où elle a travaillé pendant de nombreuses années ainsi qu’à la télévision de Radio-Canada et de Télé-Québec. Elle a reçu plusieurs prix de journalisme, notamment le prix Jean-Pierre-Goretta (Jean-Pierre Goretta) de la radio suisse romande. 
Elle détient une maîtrise en communication et un doctorat en sociologie de l'Université du Québec à Montréal (UQAM). Sa thèse de doctorat portait sur le génocide du Rwanda et elle a publié aux éditions Écosociété,. Elle est aussi l’auteure de Le Journalisme radiophonique aux Presses de l’Université de Montréal. 
Madame Payette a également été chargée de cours à l’UQAM, à l’Université de Montréal et à l’École nationale d'administration publique avant d’arriver à l'Université Laval. Elle a d’ailleurs obtenu un Prix d’excellence en enseignement à l’Université Laval ainsi qu’à l’Université de Montréal. En 2013, madame Payette a été professeure invitée à l’Institut français de presse à Paris et à la faculté de journalisme de l’Université de Bucarest en Roumanie. 
Dominique Payette a aussi dirigé en 2010 le Groupe de travail sur le journalisme et l'avenir de l'information au Québec à la demande de la ministre québécoise de la Culture et des Communications Christine St-Pierre. Son rapport propose cinquante mesures pour une réforme du régime de presse au Québec,,,. 
De 2009 à 2013, elle a été membre du Conseil d’administration du Conseil des arts et des lettres du Québec, où elle a présidé le Comité de gouvernance et d’éthique. Depuis 2013, elle est membre du Conseil d’administration de Télé-Québec.

### Carrière politique
Le 4 octobre 2013, elle est élue par acclamation mairesse de Lac-Delage, au nord de la ville de Québec,. Ensuite, elle se porte candidate à l'élection générale québécoise de 2014 pour le Parti québécois dans la circonscription de Charlesbourg,, mais termine en troisième place.

## Principales publications
- L'approche phénoménologique en communication appliquée aux pratiques professionnelles des journalistes: étude de cas : le documentaire de Michel Régnier, Elles s'appellent toutes Sarajevo, Université du Québec à Montréal, 1996.
- Un été aux couleurs d'Afrique, Dominique et compagnie, 2001.
- Analyse et interprétations du génocide rwandais: nouveau fondement identitaire pour des rescapés du génocide dans la diaspora rwandaise de Montréal, Université du Québec à Montréal, 2003.
- La dérive sanglante du Rwanda, Ecosociété, 2004.
- Le journalisme radiophonique, Presses de l'Université de Montréal, 2007.
- Les brutes et la punaise : les radios-poubelles, la liberté d’expression et le commerce des injures, Lux Éditeur, 2019.

### Articles de journaux
- Blanche Beaulieu, « Payette, Dominique : la dérive sanglante du Rwanda », Nuit Blanche (revue littéraire québécoise), no 96,‎ 2004, p. 41 (lire en ligne).
- Louis Cornellier, « Analyse - Le Rwanda de Dominique Payette », Le Devoir,‎ 24 juillet 2004 (lire en ligne).
- Stéphane Baillargeon, « Médias - Dominique Payette au chevet de l'information », Le Devoir,‎ 21 novembre 2009 (lire en ligne).
- Stéphane Baillargeon, « Le rapport Payette sur l'avenir de l'information suscite de nombreuses réactions favorables », Le Devoir,‎ 27 janvier 2011 (lire en ligne).
- Jean-Marc Salvet, « Dominique Payette candidate du PQ dans Charlesbourg », Le Soleil,‎ 26 février 2014 (lire en ligne).
- Diane Tremblay, « La candidate dans Charlesbourg pour le Parti québécois, Dominique Payette, donne un coup de pouce à ses bénévoles », Le Journal de Montréal,‎ 26 février 2014 (lire en ligne).
- Isabelle Porter, « Payette ravie de l’arrivée du magnat de la presse », Le Devoir,‎ 11 mars 2014 (lire en ligne).
- Geneviève Lajoie, « Dominique Payette cible les radios de Québec », Le Journal de Montréal,‎ 10 avril 2014 (lire en ligne).